# Crenatula
Genre
Synonymes
Dalacia Gray, 1825
Crenatula est un genre de mollusques bivalves de l'ordre des Ostreida et de la famille des Pteriidae, des Isognomonidae ou des Malleidae, selon les classifications.

## Description
Selon la base de données World Register of Marine Species (20 octobre 2019), Crenatula picta (Gmelin, 1791) est la seule espèce connue dans son genre. Cependant, d'autres sites comme BioLib (20 octobre 2019) donnent d'autres espèces comme valides:
- Crenatula avicularis F. Stoliczka, 1871
- Crenatula flammea L. A. Reeve, 1858
- Crenatula modiolaris J. B. Lamarck, 1819
- Crenatula nakayamai T. Kuroda & T. Habe, 1961
- Crenatula nigrina J. B. Lamarck, 1819
- Crenatula picta (Gmelin, 1791)